# Olav Jordet
Olav Jordet, född 27 december 1939 i Tolga, är en före detta norsk skidskytt som nådde stora framgångar under 1960-talet då han tävlade för Vingelen Skytterlag.
Jordet vann två medaljer vid olympiska vinterspelen under sin karriär. Ett brons i distansen vid olympiska vinterspelen 1964 i Innsbruck och ett silver i stafett vid olympiska vinterspelen 1968 i Grenoble. 
Vid världsmästerskapen i skidskytte nådde han störst framgångar i stafett där han vann fem av sina sex medaljer. Av dessa sex stycken var tre guld och två brons och tre av medaljerna vanns då stafetten var en inofficiell tävling vid VM. Hans enda individuella medalj var ett guld vid VM i Elverum, i Norge. 
Jordet har vunnit norska mästerskapen i skidskytte vid två tillfällen, 1962 och 1964, båda gångerna i distans. Han blev även nordisk mästare i distans 1967. 
1965 fick Jordet Aftenpostens guldmedalj.